# Hostalric
Hostalric (français : Ostalrich) est une commune catalane d'Espagne, faisant partie de la comarque de la Selva dans la province de Gérone.

## Géographie
La commune s'étend sur 339 ha dans le sud de la comarque de la Selva. Par la route, elle est à 60 km du centre-ville de Barcelone, 48 km de Vic, 35 km de Gérone et 95 km de la frontière avec la France (Le Perthus).

### Communes limitrophes
|                         |                    | Massanes |
| Sant Feliu de Buixalleu | Hostalric          |          |
|                         | Fogars de la Selva |          |

## Histoire
Siège d'Ostalrich en 1694 et bataille d'Ostalrich en 1696 durant la guerre de la Ligue d'Augsbourg.
Lors de la guerre d'indépendance espagnole, les troupes françaises prirent la ville en 1809.
Stefan Zweig choisit d'en faire le cadre de sa nouvelle La Croix portant sur ce conflit. Stefan Zweig place sa nouvelle en 1810.

## Personnalités
- Tommy Robredo, joueur de tennis, y est né le 1er mai 1982.